# بژزینکا (استان اوپوله)
بژزینکا (به لهستانی: Brzezinka) یک منطقهٔ مسکونی در لهستان است که در گمینا نامسووو واقع شده‌است.